# Le Tartre
Le Tartre település Franciaországban, Saône-et-Loire megyében. Lakosainak száma 109 fő (2022. január 1.). Le Tartre Bosjean, Cosges, Frangy-en-Bresse és Sens-sur-Seille községekkel határos.

## Népesség
A település népességének változása:
| Lakosok száma | 125  | 119  | 116  | 114  | 114  | 112  | 111  | 110  | 109  |
|               | 2013 | 2015 | 2016 | 2017 | 2018 | 2019 | 2020 | 2021 | 2022 |